# Wen Zhengming
Wen Zhengming (chiń. upr. 文征明; chiń. trad. 文徵明; pinyin Wén Zhēngmíng; Wade-Giles Wen Cheng-ming, ur. w 1470 w Suzhou, zm. w 1559 tamże) – chiński malarz, wraz z Shen Zhou najwybitniejszy przedstawiciel szkoły Wu, tradycyjnie zaliczany do tzw. „czterech mistrzów dynastii Ming”.

## Życiorys
Urodził się jako Wen Bi (chiń. trad. 文壁; pinyin Wén Bì) w rodzinie urzędniczej; starannie wykształcony, nie odnosił jednak sukcesów – między 1495 a 1522 co najmniej dziesięciokrotnie oblał egzaminy urzędnicze i dopiero w 1523 rekomendacja gubernatora prowincji pozwoliła mu osiągnąć oficjalne stanowisko w stolicy. Przez trzy lata pracował w Akademii Hanlin jako konsultant, kompilując kronikę panowania cesarza Zhengde. Zawiść innych urzędników, którzy nie cenili artysty, uważając go za „rzemieślnika-malarza”, nie zaś za uczonego, spowodowała, że Wen był nieszczęśliwy na dworze i w końcu 1526 roku zrezygnował z funkcji. Po powrocie do rodzinnego Suzhou poświęcił się malarstwu, poezji i kaligrafii, odmawiając pełnienia wszelkich funkcji urzędowych i unikając kontaktów z politykami. Z natury raczej powściągliwy (jako młody człowiek nie brał udziału w obficie zakrapianych przyjęciach i nocnym życiu popularnym wśród jego przyjaciół w Suzhou), otoczył się kręgiem poetów i malarzy, adresując swoją twórczość głównie do podobnych mu intelektualistów. Pielęgnując ideał uczonego-amatora, odmawiał sprzedawania swoich dzieł kupcom i obcokrajowcom i nie uczynił ze swej twórczości głównego źródła dochodów, choć otrzymywał za nie wynagrodzenie. Jego obrazy i pisma, w tym okazjonalne wiersze i noty były tak popularne, że część z nich wykonywali jego uczniowie. Wen był kompetentnym poetą w popularnym w podówczas w Suzhou stylu songowskim, ale historyczną sławę zyskał jako malarz, nie literat.
Był pod znaczącym wpływem wielkiego mistrza Shen Zhou, którego znał jako młody człowiek, a Shen był w szczytowym okresie swojej twórczości. Wen uczył się u Shen Zhou od końca lat 80. XV wieku aż do śmierci starego mistrza w 1509 roku. Zaczerpnął od niego tworzenie mocnych konturów i styl stopniowego lawowania, ale szybko wykształcił własny styl, charakteryzujący się delikatniejszym użyciem pędzla, staranną kompozycją i rodzajem emocjonalnej powściągliwości. Po śmierci Shen Zhou, Wen nadal studiował malarstwo, między innymi kopiując dzieła dawnych mistrzów (zgromadzonych w kolekcjach jego przyjaciół i jego własnej). Jednym z najwyżej cenionych przez niego malarzy był Zhao Mengfu.
W odróżnieniu od bardziej śmiałego stylu Shen Zhou, malarstwo Wen Zhengminga jest delikatniejsze, niektóre dzieła mają charakter niemalże rysunków, lekko tylko podkoloryzowanych. Nawiązywał Wen do stylu malarstwa wielkich mistrzów epoki Yuan, kontynuowanego za czasów mingowskich przez m.in. Wang Fu. Niektóre z jego obrazów są tak bliskie stylowi czasów Yuan, że trudno je odróżnić, a im Wen stawał się starszy, tym wyraźniej odbija się w jego dziełach poważny i surowy duch malarstwa tej epoki. Przykładem są jego późne krajobrazy, których powtarzającym się elementem są pokrzywione, stare drzewa, umieszczone w nagim, ledwo naszkicowanym krajobrazie złożonym z kilku skał, wodospadu czy strumyka. Wen pracował jednak w kilku stylach, których znajomość zawdzięczał swoim studiom historycznym – w szczególności wpływ na niego mieli wybrani artyści epoki Song jak Li Tang, Mi Fei czy Li Gonglin, aczkolwiek nigdy nie posuwał się do tak bliskiego naśladownictwa stylu songowskiego jak współcześni mu Tang Yin czy Qiu Ying.
Wen Zhengming był niestrudzonym nauczycielem, a wśród jego uczniów i naśladowców znalazło się wielu wybitnych malarzy, w tym członkowie jego rodziny: syn Wen Jia i bratanek Wen Boren. Artystą czerpiącym w równym stopniu od Wena, jak i od jego mistrza Shen Zhou był Chen Daofu, podczas gdy Lu Zhi jest zdecydowanie bliższy temu pierwszemu. Wraz z Shen Zhou, Tang Yinem i Qiu Ying uznawany za jednego z czterech mistrzów dynastii Ming.

## Galeria

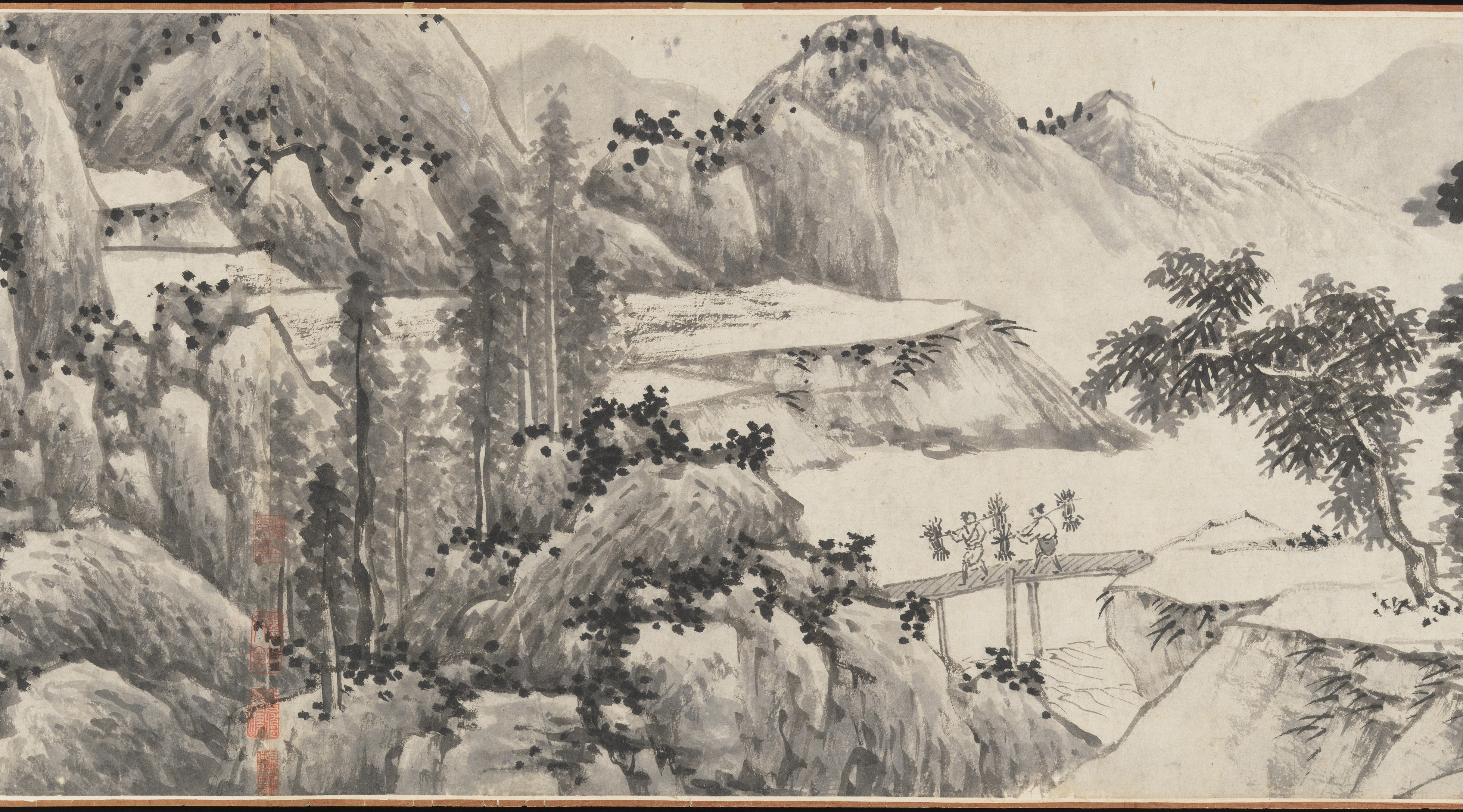
Krajobraz (wspólnie z Shen Zhou). Metropolitan Museum of Art
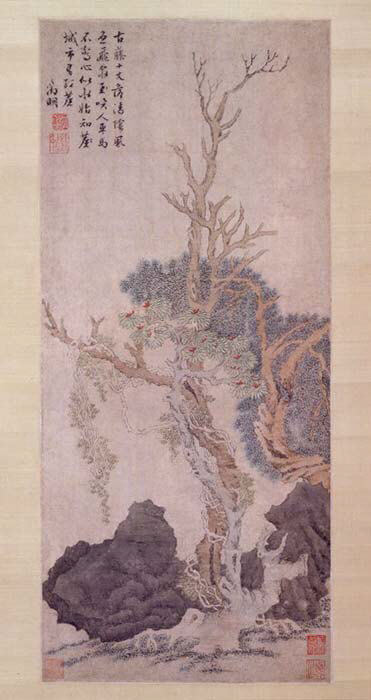
Krajobraz. Metropolitan Museum of Art
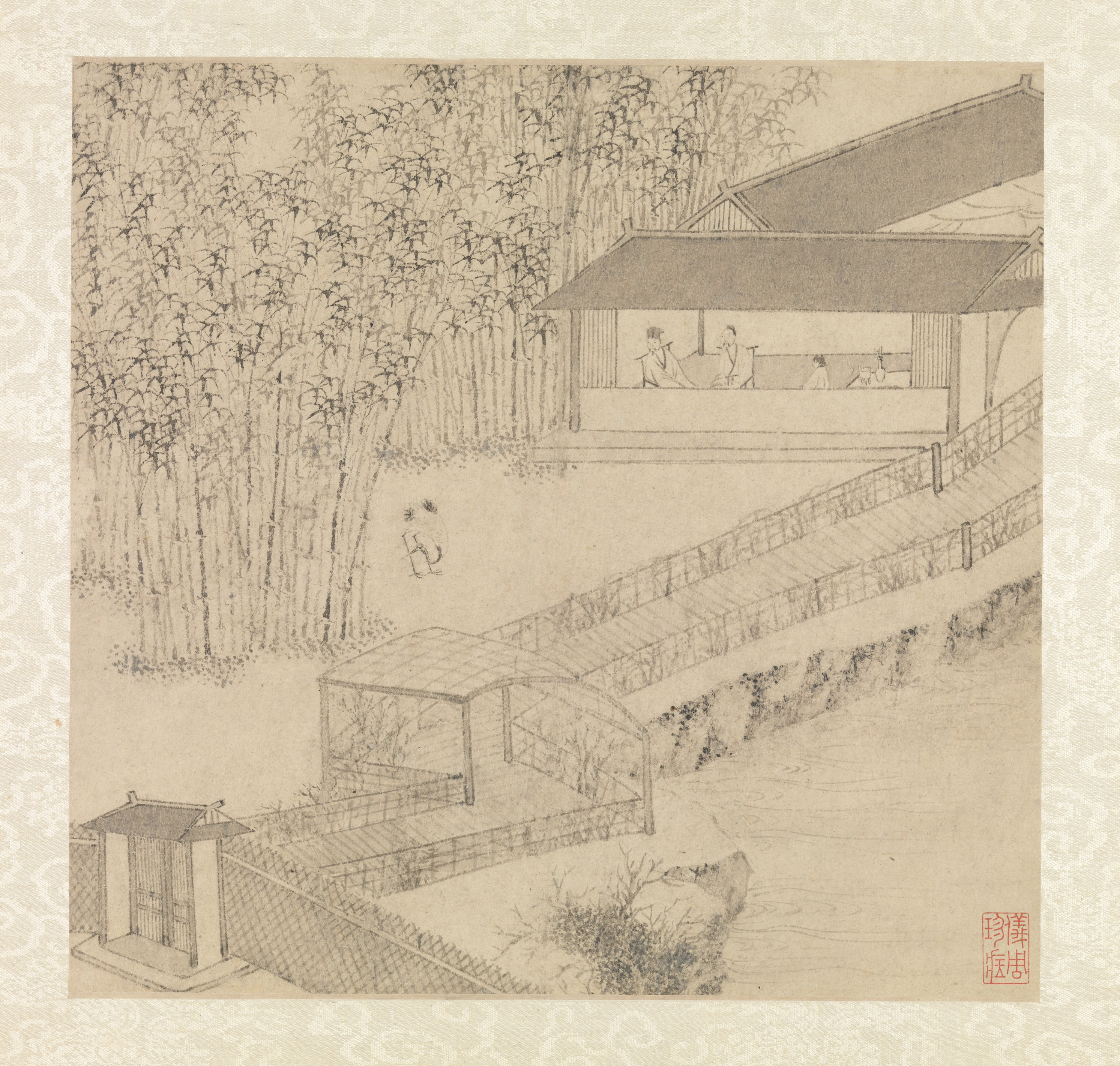
Obraz z cyklu Ogród Pokornego Zarządcy. Metropolitan Museum of Art
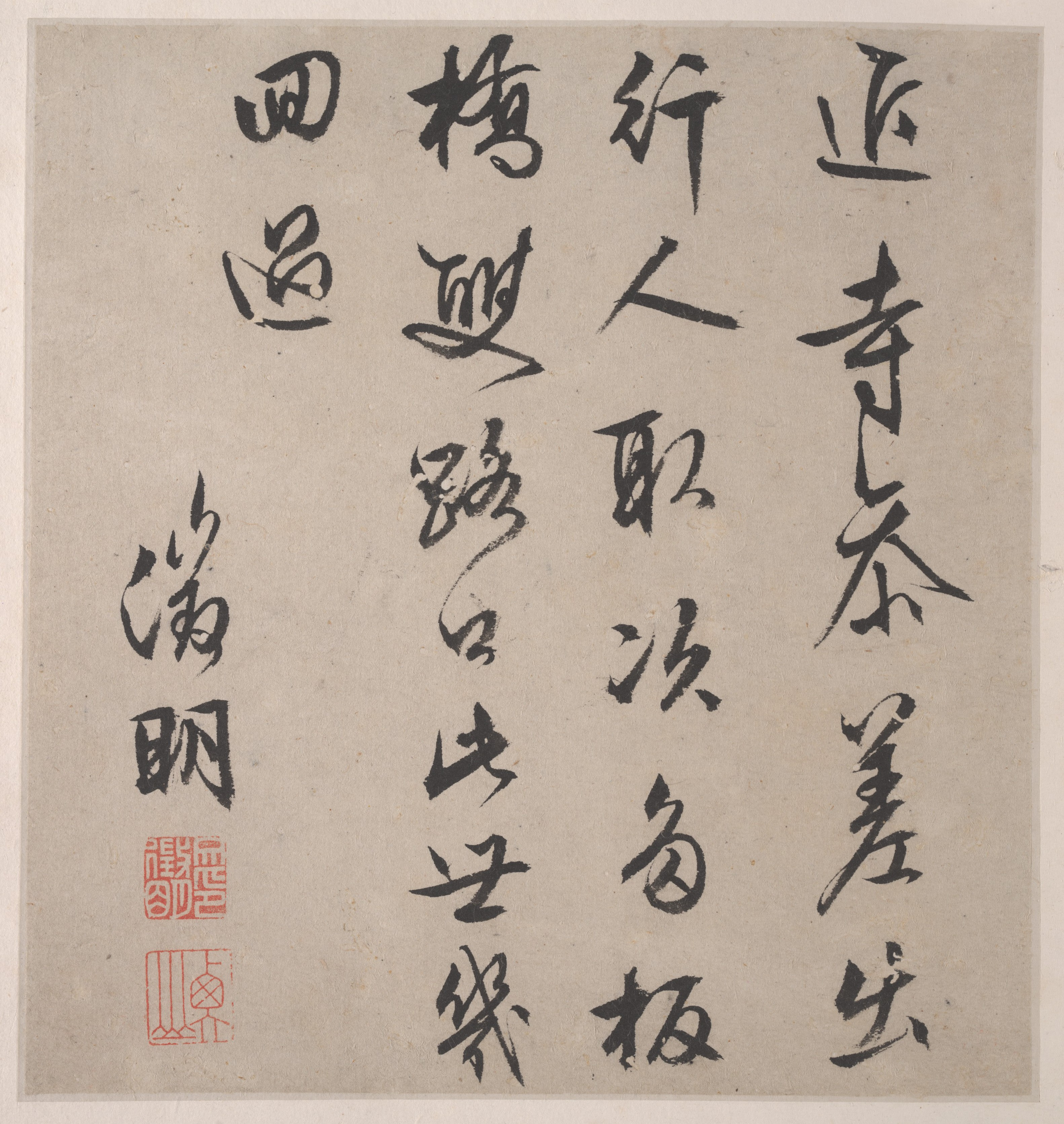
Kaligrafia Wen Zhengminga. Metropolitan Museum of Art